# Journal of the Royal Astronomical Society of Canada
Das Journal of the Royal Astronomical Society of Canada (J. R. Astron. Soc. Can.; frz. Journal de la Société royale d'astronomie du Canada) ist ein zweimonatlich erscheinendes, peer-reviewtes Wissenschaftsmagazin, dass von der Royal Astronomical Society of Canada (RASC) herausgegeben wird.
Berichtet wird über kanadische Astronomen, Aktivitäten der RASC-Zentren und sonstige Vereinsangelegenheiten, Artikel mit historischem, erzieherischem oder biografischem Hintergrund, sowie wissenschaftliche Artikel. Das Magazin wurde 1907 zum ersten Mal aufgelegt und wird seither ununterbrochen veröffentlicht.
Ursprünglich war die Zeitschrift geplant als Information über die Vorgänge in den RASC-Zentren, für Protokolle und ähnliche Dokumente. Einige der Autoren gefielen sich in Diskussionen aktueller Themen, so dass auch einige fachliche Themen besprochen wurden. Insbesondere einige der korrespondierenden Mitglieder waren bekannte US-amerikanische und britische Astronomen, die hin und wieder eine Facharbeit veröffentlichten. Diesen Beiträgen verdankt das Journal seine Reputation unter Astronomen.

## Veröffentlichung und Verlauf
Schriftgut wurde von Anbeginn produziert. So ist das Versammlungsdatum von acht Männern am 1. Dezember 1868 in Toronto protokolliert, an dem sie die Gründung des Toronto Astronomical Club bekanntgaben. Auch spätere Versammlungen wurden protokolliert. Als Vorgänger für das Journal gelten aber erst die Veröffentlichungen, die ab der Eintragung im Vereinsregister 1890 als Astronomical and Physical Society of Toronto erfolgten. Dies waren:
- 1890–1901 Transactions of the Astronomical and Physical Society of Toronto
- 1902–1903 RASC Selected Papers and Proceedings
- 1904–1905 RASC Transactions
- 1906 (Keine Veröffentlichung)
- Seit 1907 Journal of the RASC

Seither wird das Journal ohne Unterbrechung veröffentlicht.